# フィーバー創聖のアクエリオン 転翅篇
フィーバー創聖のアクエリオン 転翅篇は、SANKYOが2007年に発売したCRフィーバー創聖のアクエリオンの後継機として、2011年3月に登場したパチンコ機のシリーズ名。
CRフィーバー創聖のアクエリオン 転翅篇の1機種がある。

## 概要
液晶型のデジパチ。アクエリオンシリーズの第2弾として発売された。前作とは大きくゲーム性が異なり、大当たり後は必ず確変状態から始まる100回転の時短「転翅モード」に突入する。

本機には、出玉ありの大当たり以外に、小当たり･2Rの潜伏確変と突然確変が搭載されている。確変は次回大当たりまで継続するタイプではなく、転落抽選で通常状態に戻るまで継続するタイプで、内部的には転落抽選が先に抽選された後に、大当たりを抽選する仕様となっている。確変期待度は演出で示唆する仕様となっている。

通常状態に転落した後でも、大当たり後であれば100回転まで電サポは継続する。逆に内部的には確変が継続していても100回転を過ぎれば電サポは終了してしまうので、演出での見極めが重要になってくる。

演出面では、前作以上に原作の世界観が見事に表現されており、大当たり中や時短消化中は右打ちに変更されているので、スピード感も満載である。

## スペック
- CRフィーバー創聖のアクエリオン 転翅篇[1]
  - 賞球数 3&10&15
  - 大当たり最高継続 15R（7カウント）
  - 大当たり確率 1/316.6
  - 確変中大当たり確率　1/31.7
  - 確変突入率　100%
  - 転落確率　1/52.8
  - 時短システム　全ての大当たり終了後　100回転

## 図柄
- 1 - ピエール･ヴィエラ
- 2 - 小天翅･双翅（フタバ）
- 3 - シルヴィア･ド･アリシア
- 4 - 音楽翅･音翅（オトハ）
- 5 - シリウス･ド･アリシア
- 6 - 聖天翅･頭翅（トーマ）
- 7 - アポロ
- 8 - 戦翅･両翅（モロハ）
- 9 - 麗花

## 演出
リーチ前予告
- 擬似連続予告

図柄がズレ目･順目･同色揃い（アトランディアモード時のみ）停止で疑似連に発展する。疑似連ごとにルナ、マーズ、ソーラーと役物が動作し、4連続で役物合体が確定し激熱となる。5連続まで継続した場合は当確となる。
- ステップアップ予告

シルヴィア→ピエール→シリウス→麗花→アポロの順でウインドウキャラがステップアップしていく。ウインドウのフレームが赤ならチャンスとなり、サクラ柄なら激熱となる。
ステップ1につぐみ、ステップ2にジュンのパターンでリーチ以上が確定となる。
- 会話予告

ウインドウが出現してキャラ同士の会話が表示される。3人目まで続けば全画面表示となりチャンスとなる。文字の色やフレームの色でチャンスアップパターンが出現することもある。
会話のパターンは1000パターン以上存在し、モードによって演出も変化する。
- 新格GEN予告

ボタン長押しで、巻物に書かれた格言が表示される。「継続」「好機」「裸足」など多数のパターンが存在し、その内容によって信頼度や展開が変化する。赤文字や不動GENが登場した場合はチャンスとなる。巻物がサクラ柄ならその時点で激熱である。
- 堕天翅予告

主に警報がなって堕天翅が画面に出現することで発生する予告。出現した堕天翅に対応した演出に発展する。会話予告から発生した場合は激熱となる。堕天翅予告は全12種類存在する。
- 翅舞予告

変動中に翅が舞い落ちる。翅の数が多かったり、赤い翅が混じっていればチャンスアップとなる。翅の数や種類は、1枚→3枚→5枚→5枚（赤混じり）に順に期待度が高くなる。
- イントロ予告

主題歌のイントロが流れ出す予告。「一万年と二千年前から」で終わっても熱いが、「愛してる」まで歌えば激熱となる。
- アクエリオンチャンス

前作にも搭載されていた演出で、アクエリオンチャンス発生後は、ボタン連打で発展先リーチを決定する。
リーチ後予告
- 合体&気持ちいい～予告

大当たりの大半に絡む本機最重要アクションで、リーチ後に役物が合体する。発生した時点で信頼度が大幅にアップする激熱アクションで、合体後に発生する気持ちいい～予告は各パイロットの気持ちいい絵が出現する。
気持ちいい～予告は強弱があり、画面に金枠を伴うパターンが強パターンとなる。
気持ちいい～予告は合体なしの単体で発生することもあり、こちらは合体を経由した場合よりも信頼度がダウンしてしまう。
合体予告発生後は、気持ちいい～予告が発生するのが基本なので、合体予告のみが発生するパターンは法則崩れとなり大当たり濃厚となる。
- 群予告

リーチ後にベクター群が通過する発生した時点で激熱となる予告。全6種類の群が搭載されており、滞在モードによっては出現キャラが異なる。マナマナ群が出現したら超激熱となる。
- ベクター通過予告

リーチ後にベクターが単体で通過する予告。ベクタールナ→ベクターマーズ→ベクターソルの順に期待度が高くなる。べクターアルファが通過した場合はその時点で当確となる。
- 名シーン予告

リーチ後にアニメの名シーンが流れる予告。チャンスアップとなるものから、激熱になるものまで多彩なパターンが用意されており、中にはプレミアムとなるパターンも存在する。アポロが出現するパターンが強パターンで、信頼度大幅アップとなる。
- 翅予告

リーチ後に翅が舞う予告で、翅舞予告と同様に数が多かったり、赤い翅が混じっているパターンは信頼度が高くなる。
- 司令官予告

リーチ後にシャッターが閉じて発生。ロングリーチ･ベクターリーチ以外のSPリーチ発展が確定する。登場する司令官は前作同様、ジェローム→ソフィア→不動GENの順に信頼度が高くなっている。
今作からジェロームorソフィア登場後に不動GENへチェンジするパターンも追加されている。
- 出撃予告

司令官予告後に発生するアクションで、パイロットが出現しリーチ発展先を示唆する。出撃中にパイロットのアップが加われば信頼度アップとなる。

リーチアクション
アクエリオン系リーチ共通のプレミアム演出として夢夢ちゃんがムムエリオンとして登場することがある。
- ロングリーチ

背景に表示されるキャラによって信頼度が変化する。単体では信頼度は低いが、リーチ中に役物合体でソーラーリーチへと発展するパターンや、ハズレ後にマーズ役物可動で転翅モードへ移行するパターンなど、ロングリーチ経由の多彩なルートが用意されている。
- ベクターリーチ

シャッター出現から司令官が登場しない場合に発展するリーチアクション。ベクターがチェンジすると期待度がアップしていく。
ベクタールナ→ベクターマーズ→ベクターソルの順で信頼度が高くなっており、敵登場でソーラーリーチへ発展、役物合体ならストーリーリーチへ発展する。
- ルナリーチ

アクエリオン系リーチの一つ。操縦するキャラや、ボタンを押して表示されるセリフによって期待度が変化する。基本の必殺技は「月面天降矢」で、「昇龍天雷」を繰り出せばチャンスアップとなる。
大当たり確定のプレミアム必殺技「超光波手裏剣」も存在する。
リーチ中に「エレメントチェンジ」が発生すればストーリーリーチへと発展する。
- マーズリーチ

アクエリオン系リーチの一つ。操縦するキャラやそのセリフによって期待度が変化する。基本の必殺技は「薔薇薔薇剣」で、「烈火爆裂蹴」を繰り出せばチャンスアップとなる。
大当たり確定のプレミアム必殺技「三連神速攻」も存在する。
ルナリーチ同様に、リーチ中に「エレメントチェンジ」が発生すればストーリーリーチへと発展する。
- ソーラーリーチ

アクエリオン系リーチの中で最も期待度の高いリーチアクション。シングルリーチかダブルリーチかによって繰り出す技が変化する。
シングルリーチ時は「無限拳」を繰り出し、ダブルリーチ時は「無限交差拳」を繰り出す。
大当たり確定のプレミアム必殺技「無限地竜拳」「壱発逆転拳」も存在する。
- ストーリーリーチ

ストーリーリーチは全6種類存在し、アニメの名場面を忠実に再現している。いずれのリーチも発生しただけで大当たりに期待できる激熱アクションである。
- 一万二千年のラブレター

一万二千年の時を超えた因縁の対決が繰り広げられるストーリーリーチ。三位一体の攻撃で、ケルビム･シュルルクベラを撃破できれば大当たりとなる。
- 黒い鏡

リーナの特殊能力でシルバーになったアクエリオンで、ブラックリーナと戦いを繰り広げるストーリーリーチ。必殺のシルバークロスを決めることができれば大当たりとなる。
- はじめてのがったい

今作で新たに追加されたストーリーリーチ。敵の急所を念写し、つぐみの爆発力で敵を倒すことができれば大当たりとなる。
- 時を超えた戦い

今作で新たに追加されたストーリーリーチ。アクエリオンとケルビム･シュルルクベラとの一万二千年ぶりの戦いが繰り広げられる。
- 決戦!!アトランディア

前作にも存在したプレミアムリーチ。発展した時点で当確となる。
- 太陽の翼

今作で新たに追加されたプレミアムリーチ。発展した時点で当確となる。
転翅モード
通常時の突然確変当選時、大当たり終了後に移行するモード。大当たり終了後と突然確変当選時は、100回転の電サポ付きの転翅モードに突入する。

通常時に全図柄が拡大すると創聖合体のチャンスとなり、演出成功で突然確変当選となり、創聖エリアに突入する。
通常時の小当たりや潜伏確変当選時は転翅モード中にも移行することがある3つのエリアのいずれかに移行はするが電サポはない。

転翅モードは5種類のエリアが存在し、滞在しているエリアで確変期待度を示唆している。確変状態が確定しているエリアが2種類あり、残りの3種類のエリアに滞在している場合は、確変ではない通常状態の可能性もある。

転翅モード中は、小当たり･潜伏確変･突然確変のいずれかに当選した時にエリア変化が発生する。
- 念心エリア

電サポ無しの突確or小当たり当選で突入するチャンスモード。潜伏確変期待度は最も低い。
- 翅音エリア

電サポ無しの突確or小当たり当選で突入するチャンスモード。念心エリアよりは潜伏確変期待度は高くなる。
- エレメントエリア

電サポ無しの突確or小当たり当選で突入するチャンスモード。翅音エリアよりも潜伏確変期待度が高いのでチャンスとなる。
- 創聖エリア

電サポ付きの突然確変当選、または潜伏確変中に突然確変に当選した場合に突入するモード。創聖エリア滞在中は確変濃厚となる。
- 格納庫エリア

出玉ありの図柄揃い大当たり後に必ず突入する。小当たりや2R確変当選時には移行しない、電サポが100回転+確変状態が確定しているモード。

転翅モードエリア限定演出
エリア滞在中にミッション発生でチャンスとなる。滞在エリアによって異なるミッション（特訓）を成功させれば滞在しているエリアからランクアップする。
堕天翅が侵入してくる演出が発生することがある。侵入を阻止できなかった場合はランクダウンとなり、転落のピンチとなる。

滞在エリアによって異なる専用予告があり、大半の予告は色によって潜伏確変期待度を示唆している。白→青→黄→緑→ピンク→レインボーの順に確変期待度は高くなっていく。

転翅モード中にダイエットモードやアトランディアモードなどの特殊ステージに移行した場合はその時点で大当たり濃厚となる。

特殊モード
通常時にシャッター開閉によってモード移行が発生する。
- 茶室モード

保留先読みの特殊モード。専用演出に、文字によって期待度が変化する「掛け軸予告」や、扉の色やセリフで期待度が変化する「ジェローム登場予告」、茶碗の色と文字で期待度が変化する「ソフィア湯のみ予告」、セリフと月で期待度が変化する「不動月見予告」がある。
ジェローム登場予告とソフィア湯のみ予告は、赤出現でチャンスアップとなり、サクラ柄出現で激熱となる。
不動月見予告は、満月が出現すると信頼度が大幅にアップし激熱となる。
- ダイエットモード

シャッターが出現し、ダイエットモードに突入後1回転目にリーチが発生すれば当確となる。ダイエットモード突入後に特殊シャッターが出現し、アトランディアモード等の違うモードに移行するパターンもある。
- アトランディアモード

アトランディアモードに移行すると、疑似連発生が確定となる。アトランディアモード突入後に特殊シャッターが出現し、過去生モードに移行するパターンもある。
- 過去生モード

シャッターが出現し、過去生モードに突入したら当確となる。前作にはなかった新たに搭載されたプレミアムモードである。

大当たりラウンド
大当たりラウンド中に流れる楽曲は「創聖のアクエリオン」「Go Tight!」「荒野のヒース」の3種類である。各楽曲が流れる条件は、創聖のアクエリオンは大当たり連続回数が奇数の時に流れ、Go Tight!は創聖のアクエリオンは大当たり連続回数が偶数の時に流れる。荒野のヒースは、5連以上大当たりが継続している状態で、格納庫エリア滞在時の大当たりで流れる。

本機には、楽曲を変化させる裏ボタンが搭載されており、2連続以上の大当たり確定後にラウンドが始まるまでの間に、チャンスボタンを5回押せば創聖のアクエリオンに、7回押せばGo Tight!に、10回押せば荒野のヒースに変化する。

大当たり終了後に役物合体が発生すれば保留連濃厚となる。